# Palais du Bailliage (Chinon)
Le Palais du Bailliage est un monument situé à Chinon. 

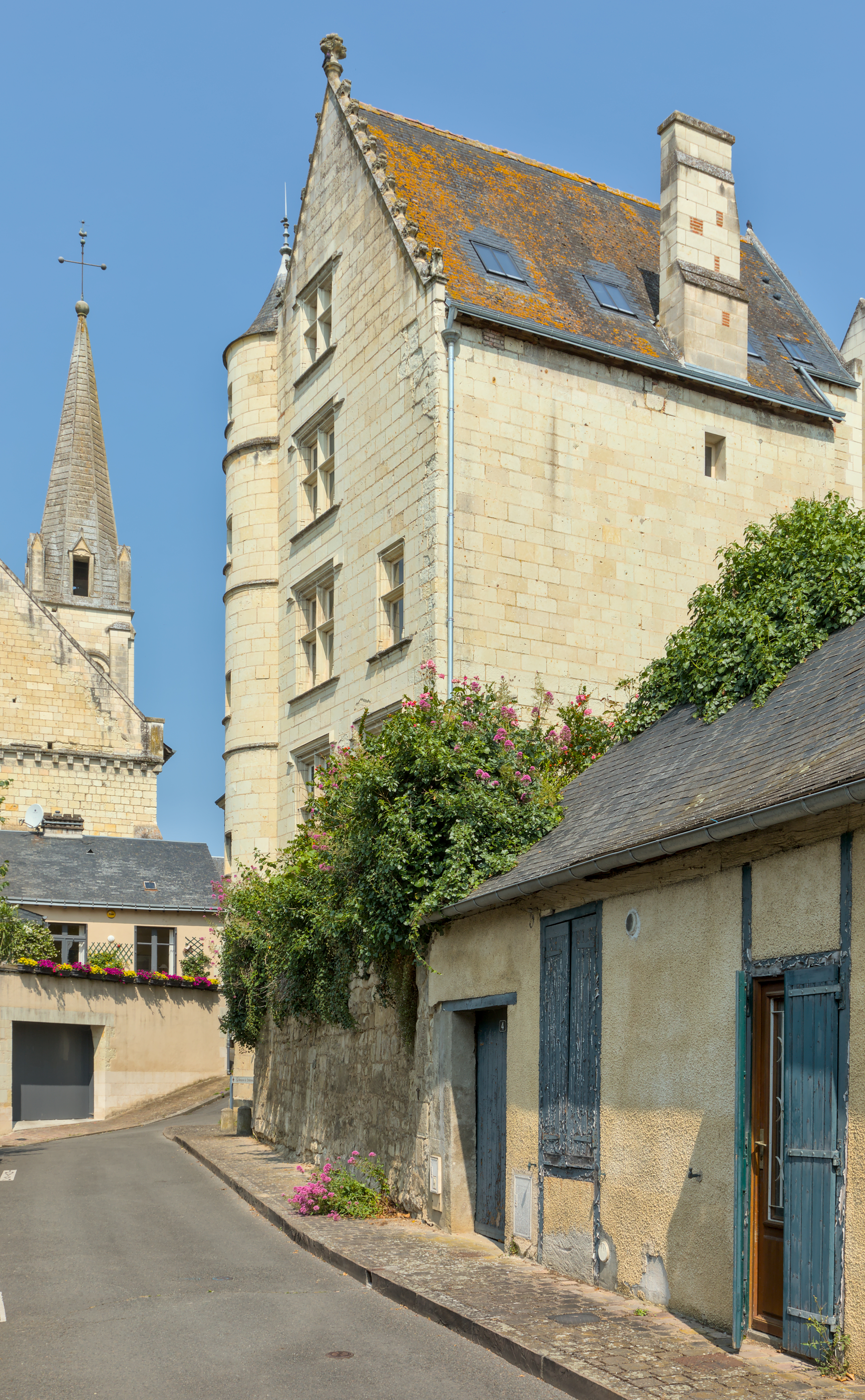
Arrière du bâtiment, place Plantagenêt.

## Historique
Le monument fait l’objet d’une inscription au titre des monuments historiques depuis le 26 décembre 1962.